# Florence Sadaune
Florence Sadaune (* 1965 in Frankreich) ist eine französische Kostümbildnerin.

## Leben
Florence Sadaune ist seit Anfang der 1990er Jahre im Bereich Kostümbild beim französischen Film tätig. Bei dem im Paris der 1960er Jahre spielenden Film À demain (1992) mit Jeanne Moreau und François Cluzet in den Hauptrollen und dem Filmdrama Le Roi de Paris (1995) mit Philippe Noiret arbeitete sie jeweils unter der Leitung des erfahrenen Kostümbildners Christian Gasc. Bei der ebenfalls in Paris spielenden Liebeskomödie French Kiss von Lawrence Kasdan mit Meg Ryan und Kevin Kline kam sie 1995 auch unter der Leitung der britischen Kostümbildnerin Joanna Johnston zum Einsatz. Als Assistentin von Gasc fungierte sie bei Bertrand Bliers Filmdramen Mein Mann – Für deine Liebe mach’ ich alles (1996) und Les Côtelettes (2003) sowie bei den Kostüm- und Historienfilmen Ridicule – Von der Lächerlichkeit des Scheins (1996), Duell der Degen (1997), Die süße Kunst des Müßiggangs (1998), Die Witwe von Saint-Pierre (2000) und Sade (2000).
Ab den 2000er Jahren war Sadaune bei einigen Kinofilmen mit- und hauptverantwortliche Kostümbildnerin. Für die starbesetzte Comic-Verfilmung Asterix & Obelix: Mission Kleopatra wurde sie im Jahr 2003 zusammen mit Philippe Guillotel und Tanino Liberatore in der Kategorie Beste Kostüme mit dem César ausgezeichnet. Der Schauspieler Dany Boon betraute sie mit dem Kostümdesign seines Regiedebüts Trautes Heim, Glück allein (2006) und seiner überaus erfolgreichen Filmkomödie Willkommen bei den Sch’tis (2008). Seither folgten hauptsächlich Arbeiten beim französischen Fernsehen.
Daneben entwarf Sadaune Kostüme für Theaterinszenierungen von Requiem pour une nonne nach William Faulkner in einer Adaption von Albert Camus (2005, Théâtre de l’Athénée in Paris), Le Cid von Pierre Corneille (2007, Théâtre Gérard Philipe in Saint-Denis) und Parlez-moi d’amour nach Raymond Carver (2010, Théâtre National Populaire in Villeurbanne). Für ihre Kostüme von Le Cid war sie 2008 für den Molière nominiert.

## Filmografie (Auswahl)
- 1993: Les Noces de carton (TV-Film)
- 2000: Après la réconciliation
- 2002: Asterix & Obelix: Mission Kleopatra (Astérix & Obélix: Mission Cléopâtre)
- 2003: Die Bestechlichen 3 – Rückkehr eines Gauners (Ripoux 3)
- 2004: Willkommen bei den Korsen (L’Enquete corse)
- 2005: La Ravisseuse
- 2006: Trautes Heim, Glück allein (La Maison du bonheur)
- 2008: Willkommen bei den Sch’tis (Bienvenue chez les Ch’tis)
- 2009: La Reine et le Cardinal (TV-Film)
- 2010: Bas-fonds
- 2010: Nylons und Zigaretten (Cigarettes et bas nylon) (TV-Film)
- 2011: Les Belles sœurs (TV-Film)
- 2012: La Disparition (TV-Film)
- 2013: Manon Lescaut (TV-Film)
- 2015–2017: La Vie devant elles (TV-Serie, zwölf Folgen)
- 2017: Bis in den Himmel (Un ciel radieux)
- 2020–2021: Ici tout commence (TV-Serie, 110 Folgen)
- 2022: La Dernière reine de Tahiti (TV-Film)

## Auszeichnungen
- 2003: César in der Kategorie Beste Kostüme (zusammen mit Philippe Guillotel und Tanino Liberatore) für Asterix & Obelix: Mission Kleopatra
- 2008: Nominierung für den Molière in der Kategorie Beste Kostüme für Le Cid